# The Aladdin Company
The Aladdin Company a été une pionnière dans l'industrie de la vente par correspondance de maisons en kit prédécoupée. Parfois appelée Aladdin Readi-Cut Houses, l'entreprise a été la première à proposer une véritable maison en kit, composée de pièces prédécoupées et numérotées. Ses principaux concurrents étaient Montgomery Ward et Sears, Roebuck and Co. (en) (Sears Holdings) aux États-Unis et Eaton au Canada. Deux autres fabricants de maison en kit, Lewis et Sterling, étaient également basés à Bay City. Aladdin a commencé ses activités en 1906 et a cessé ses activités en 1987. En 2014, les droits sur le nom et le logo de l'entreprise ont été acquis par Charles Munro et vendus en 2018.

## Histoire

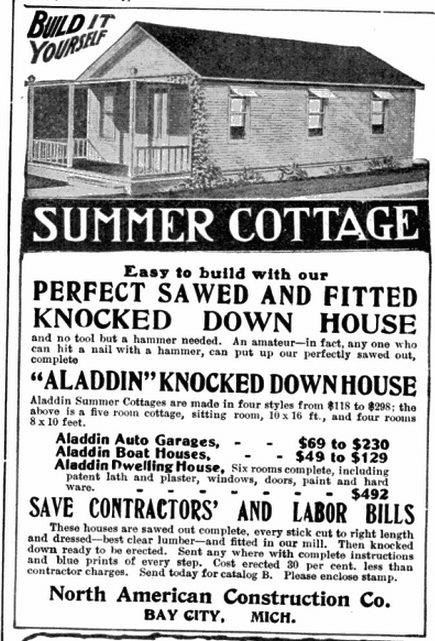
Publicité pour des kits démontés pour maisons, dans Popular Mechanics, mai 1908.

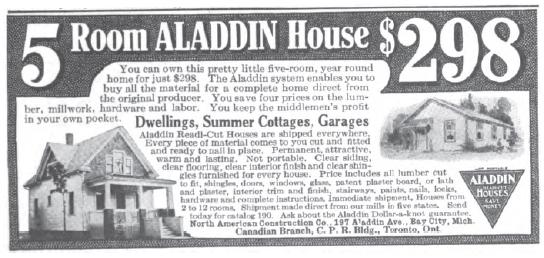
Insert publicitaire de 1915

### Origines
Aladdin a été fondée par deux frères, WJ Sovereign et OE Sovereign à Bay City, Michigan, après que WJ ait observé le succès de Brooks Boat Mfg. Co. dans la vente de bateaux démontables. L'entreprise a commencé par vendre des abris à bateaux, des garages et des chalets d'été.
Presque immédiatement, l'entreprise s'est également impliquée sur le marché canadien et a finalement ouvert une succursale dans le prestigieux Canadian Pacific Building (en) à Toronto, ainsi que plusieurs autres bureaux régionaux au Canada.

### Années fastes
Aladdin s'est rapidement développé pour devenir l'une des plus grandes sociétés de vente par correspondance. En 1915, les ventes dépassaient le million de dollars. En 1918, Aladdin représentait à lui seul 2,37% de toutes les mises en chantier aux États-Unis, soit environ 1 800 maisons. Le plus grand succès de l'entreprise est venu des ventes aux industries qui ont construit des villes d'entreprise autour de nouvelles usines, mines et scieries. La ville de Hopewell, en Virginie, a été largement développée par la société DuPont en utilisant des maisons Aladdin. En 1917, Aladdin a expédié 252 maisons à Birmingham, en Angleterre, pour la Austin Motor Company qui a construit Austin Village (en) pour loger les ouvriers de la fabrication de munitions, de chars et d'avions pendant la Première Guerre mondiale.

### Déclin
Aladdin a commencé le développement d'une communauté planifiée appelée Aladdin City (en) dans le sud du comté de Miami-Dade, en Floride, pendant la bulle immobilière des années 1920 en Floride. L'effondrement de la bulle peu de temps après le début de la construction s'est avéré désastreux. La production d'Aladdin est tombée en dessous de 1000 foyers en 1928 à la veille de la Grande Dépression, et ne s'est jamais rétablie. Elle a quitté le marché canadien en 1952. L'entreprise a continué à produire des catalogues et a maintenu les ventes de quelques centaines de maisons par an pendant les années 1960. Au cours des années 1970, les ventes ont encore chuté et en 1982, l'entreprise a cessé la fabrication. La société a cessé toute activité en 1987.
En 2014, la société Aladdin a été rétablie et le nouveau propriétaire a réenregistré la marque de commerce originale de la société.

### Contributions
La société Aladdin, ainsi que d'autres entreprises de catalogue de maisons, ont joué un rôle clé dans la fourniture de logements abordables aux Américains entre le début du XXe siècle et la Seconde Guerre mondiale. Il a également fait des progrès clés dans la préfabrication de logements qui permettraient le boom immobilier d'après-guerre. Enfin, elle a contribué à propager les préférences à travers les États-Unis et le Canada pour les styles architecturaux courants tels que les Craftsman (en), Bungalow, Four-Square et Cape Cod (en).